# Nutepelmen
Nutepelmen (ryska Нутэпэльмен) är en by i den autonoma regionen Tjuktjien i Ryssland. Den är belägen i norr vid kusten till Tjuktjerhavet. Folkmängden uppgick till 157 invånare vid folkräkningen 2010. Det finns myndighetsbeslut från 2010 på att bosättningen ska avvecklas. 
Byn invaderas regelbundet av isbjörnar på vandring längs kusten från Vankarem.